# Yuri Luzhkov
Yuri Mijáilovich Luzhkov (del ruso: Ю́рий Миха́йлович Лужко́в) (Moscú, RSFS de Rusia, 21 de septiembre de 1936-Múnich, Alemania, 10 de diciembre de 2019) fue un político ruso, alcalde de la ciudad de Moscú entre 1992 y 2010 así como uno de los fundadores del partido Rusia Unida.

## Biografía

### Vida personal
Su padre, Mijaíl Andréievich Luzhkov, era un carpintero que se trasladó a la capital soviética desde un pequeño pueblo en el óblast de Tver, en la década de 1930.
Luzhkov se casó en 1958 con Marina Bashílova, con quien tuvo dos hijos: Mijaíl y Aleksandr. Marina falleció de cáncer hepático en 1989. En 1987, había conocido a quien en 1991 fue su segunda esposa: Yelena Batúrina. Batúrina es empresaria y ha generado una gran riqueza a partir de hacer negocios en Moscú, gran parte de ellos directamente con la alcaldía que encabezaba su esposo. Con Yelena, Luzhkov tuvo dos hijas: Elena (1992) y Olga (1994).
Yuri Luzhkov falleció en Múnich el 10 de diciembre de 2019, a los ochenta y tres años, tras complicaciones durante una cirugía cardíaca.

### Carrera
De 1953 a 1958, Luzhkov, estudió en la Universidad Estatal de Petróleo y Gas Gubkin. Desde 1958 hasta 1964, trabajó como investigador científico en el Instituto de Investigación Científica de Plásticos en Moscú. Se unió al Partido Comunista de la Unión Soviética (PCUS) en 1968.
Fue elegido miembro del Sóviet de la ciudad de Moscú (Mossoviet) en 1977, y en 1987 trasladado a la rama ejecutiva de la ciudad de Moscú (Mosgorispolkom). Ocupó distintas posiciones, por lo general un nivel por debajo de alcalde.
En 1991, Gavriil Jaritónovich Popov (no confundir con el músico Gavriil Popov) fue elegido alcalde de Moscú, en las primeras elecciones directas. Sin embargo, Popov tenía poca experiencia y no tuvo éxito resolviendo la crisis de la ciudad, lo que conllevó a su renuncia en junio de 1992.
Luzhkov, fue nombrado alcalde por Borís Yeltsin el 6 de junio de 1992. Luzhkov obtuvo más apoyo entre los moscovitas que Popov. Su política incluye proporcionar transporte gratuito a las personas mayores y fomentar fuertemente el espíritu empresarial. Fue elegido alcalde el 16 de junio de 1996 (ganando el 95% de los votos), reelegido el 19 de diciembre de 1999 (69,9% de los votos) y de nuevo el 7 de diciembre de 2003 (75% de los votos).
Bajo el mandato de Luzhkov, la ciudad amplió su sistema de transporte. El tercer anillo fue construido para aliviar el problema del tráfico. La mayoría de las carreteras principales de la ciudad fueron mejoradas con pasos a desnivel y cruces. El metro de Moscú se expandió más allá de los límites de la ciudad.

## Posiciones políticas
Yuri Luzhkov mantenía posturas conservadoras y tradicionalistas. Devoto de la Iglesia ortodoxa rusa, mantuvo una estrecha relación con los patriarcas Alejo II (fallecido) y a Cirilo I (actual). Fue suya la idea y la ejecución de reconstruir en 1994 la Catedral de Cristo Salvador de Moscú, que había sido demolida durante la época soviética para construir el Palacio de los Sóviets. Luzhkov se opuso al activismo homosexual y prohibió de forma consistente las marchas del orgullo gay. En Moscú, todas las manifestaciones deben contar con la autorización de las autoridades, bajo pena de multas y sanciones corporales. En ocasión de la marcha del orgullo gay en 2007, declaró (refiriéndose a la marcha de 2006): "El año pasado, Moscú estuvo bajo una presión sin precedentes para autorizar la marcha homosexual, que no puede calificarse de otra forma más que satánica [...] No permitiremos que se celebre de nuevo, y no lo permitiremos en el futuro». Además, acusó a ciertos grupos de recibir fondos de Occidente para diseminar lo que él calificaba como «ese tipo de pensamiento en  Rusia. Creemos que sectas destructivas y la propaganda de amor entre personas del mismo género son inadmisibles".[cita requerida]

## Cese
Luzhkov fue destituido por el presidente Medvédev el 28 de septiembre de 2010, tras su regreso de unas vacaciones en Austria, alegando "pérdida de confianza". Durante años, los expertos habían estado pronosticando su inminente destitución. El despido de septiembre de 2010 siguió a semanas de especulaciones sobre la posición de Luzhkov, provocadas por su cuestionamiento del liderazgo de Medvédev. Los canales de televisión controlados por el gobierno emitieron programas criticando la gestión de Luzhkov ante los incendios de turba del verano de 2010 y le acusaron a él y a su esposa de corrupción. Algunos observadores interpretaron esto como parte de una pugna entre Medvédev y el entonces primer ministro Putin. Luzhkov declaró oficialmente que abandonaba el partido Rusia Unida. El 27 de septiembre, Luzhkov había enviado una carta al presidente en la que criticaba la política de Medvédev y las acciones de su administración. Según el secretario de prensa del presidente, Medvédev leyó la carta después de haber tomado la decisión, pero en ningún caso esta habría influido en dicha decisión.

## Actividad postalcaldía
En 2010, presidente Vladímir Putin firmó un decreto que otorgaba a Yuri Luzhkov la Orden al Mérito por la Patria de IV Clase por el trabajo público activo.
El 1 de octubre de 2010, Luzhkov fue nombrado decano de la Facultad de Gestión de Grandes Ciudades en la Universidad Internacional de Moscú. La orden de nombramiento fue firmada por el presidente de la universidad, Gavriil Popov, antiguo alcalde de Moscú y predecesor de Luzhkov en el cargo. Esta facultad había sido creada en 2002 a iniciativa de Luzhkov, quien ese mismo año asumió el rol de líder científico de la misma y fue nombrado profesor honorario de la universidad. Ese mismo día, el exalcalde Luzhkov abandonó oficialmente su anterior puesto de trabajo.
En 2010, Luzhkov asumió el cargo de director de Veedern, una empresa agrícola situada en el noroeste de Rusia, que abarcaba un territorio de 5.500 hectáreas. Fundó y gestionó una extensa granja dedicada a la cría de caballos y ovejas, así como al cultivo de cereales y a la producción de queso, entre otras actividades. En 2017, la granja produjo un total de 10.000 toneladas de cereales, incluyendo cebada, trigo y trigo sarraceno, cubriendo con este último dos tercios de las necesidades de la región. La granja empleaba a más de 100 personas, a quienes ofrecía salarios competitivos y apoyo social. Luzhkov señaló que su principal objetivo como agricultor era crear una empresa autosostenible y eficaz, promoviendo ante las autoridades regionales y federales un sistema de apoyo a las empresas agrícolas privadas. Tras su fallecimiento, la granja fue heredada por su hijo menor, Alexander.

## Fundación Yury Luzhkov
La Fundación Yuri Luzhkov se estableció en septiembre de 2020 con el propósito de preservar la memoria, obra y logros de Luzhkov, así como de difundir su legado sociopolítico, literario y científico. Esta labor conmemorativa cuenta con el respaldo de una orden especial del presidente Vladímir Putin. La Fundación busca apoyar y desarrollar iniciativas socioculturales y filantrópicas que continúen la línea de trabajo de Luzhkov, beneficiando a los ciudadanos de Moscú y de toda Rusia, con especial énfasis en fomentar la participación de los jóvenes en el desarrollo de soluciones para los desafíos urbanísticos contemporáneos. 

### Proyectos y Programas
En el marco del Premio Nacional de Teatro “Crystal Turandot”, se instituyó un galardón en honor a Yuri Luzhkov para la gestión teatral destacada, entregado por primera vez en junio de 2021. La Fundación también otorga un premio especial “Joven Innovador” en el festival, un reconocimiento que se concede anualmente.
La Fundación ha establecido una colaboración a largo plazo con el Festival Internacional de Desarrollo Científico y Tecnológico para Niños y Jóvenes. Además, mantiene programas anuales de becas y subvenciones en colaboración con universidades de Moscú: en honor a las contribuciones de Luzhkov a la industria, ciencia y educación, incluyéndose su alma mater, la Universidad Estatal Rusa de Petróleo y Gas Gubkin.
La Fundación es un apoyo clave en la campaña educativa "Dictado Económico Panruso", promovida por la Sociedad Económica Libre de Rusia, poniendo especial énfasis en apoyar a jóvenes economistas: el participante más joven en redactar tareas para el dictado recibe un premio especial de la Fundación Yuri Luzhkov.
En el ámbito deportivo, la Fundación, en cooperación con el Departamento de Deportes de Moscú y las Federaciones de Tenis de Rusia y Moscú, organiza cada año el “Torneo de Tenis en Memoria de Yuri Luzhkov” dirigido a jóvenes de toda Rusia. Otros eventos deportivos apoyados por la Fundación incluyen el festival de deportes callejeros de verano en Moscú “The BOWL” y el torneo de tenis amateur “Leather Cap”.